# Kukucska Ernő
Kukucska Ernő (Magyargéc, 1926 – Nógrádmegyer, 1993) nógrádi pásztor, dudás és furulyás.

## Élete
Pásztorcsaládban született Magyargécen. A szomszédos Nógrádmegyerre – ahol élete végéig lakott – 1953-ban költözött, amikor megnősült. A zenetudást a juhászmesterséggel együtt édesapjától, Kukucska Jánostól vette át, aki híres dudás és furulyás volt. A pásztorkodást 1958-ig folytatta. A Volán alkalmazottjaként ment nyugdíjba, de a juhászkodással soha nem tudott igazán szakítani. Mindig tartott 8-10 juhot a maga örömére. Apját a Gyöngyösbokréta mozgalom is felfedezte, a hagyományos zenélési alkalmak mellett sokat járt dudálni annak rendezvényeire is. Fia, Ernő a tánccsoport tagjaként járt vele.
Emlékezetes élménye, hogy 9 éves korában táncával első díjat nyert, ami azt jelentette, hogy a főszolgabíró egy teljes rend ruhát vásárolt neki. Örömét és büszkeségét mi sem mutatja jobban, hogy az ekkor kapott pitykés mellényt haláláig őrizte. Kukucska Jánosnak első házasságából négy fia volt, de zenei örökségét csak Ernő, a második házasságából való fia vette át.
Sajnos Kukucska Ernő fiai már nem vettek át semmit apjuk zenei örökségéből, mint ahogy Pál István és a többi utolsó pásztorzenész fiai sem.

## Pásztorzenészként
13 éves korában kezdte tanítani Kukucska János fiát. A hangszertudás átvétele a pásztorságnál elsősorban utánzással történt. A pásztorzenész mindig a dallam egészét tekinti, és mindig a fejében már meglévő dallamot próbálja eljátszani a hangszeren is. Kukucska Ernő így idézi fel apja tanítását: "Tudsz danolni, gondolatban kísérd a nótát, azt mondja, oszt akkor magadnak próbáljad. Ő eldudálta, oszt próbáltam én is utána csinálni ugyanazt. Ment, mert volt akarat."
Kukucska Ernő a dudát soha nem vitte magával a nyájhoz, mert "nem jó volt odakint, mert a szél megfújja a kinti levegőn és akkor már ereszti a levegőt mindenfelé, nem bírja az ember." Ellenben a furulya mindig nála volt: "Azt szoktuk kivinni a nyájhoz, oszt akkor a nyájnál furulyázgatunk. Csizmaszárban volt benne általában, mert akkor még csizmát viseltek a juhászok. Ha meggondolta magát az ember unalmában, elővette, aztán fújta." Durva leegyszerűsítés volna azt hinni, hogy a hangszeres népzenének kizárólag szolgáltató funkciója van, és a mulatság vagy a szertartás zenei kiszolgálásán kívül nincs semmi szerepe. Számos példa igazolja, hogy a régi ember hétköznapjaiban a zene milyen fontos szerepet töltött be. Ennek csak egy példája az "unalmában furulyázgató pásztor", hiszen a népdalok zömét is otthon "unalmukban dalolgató asszonyoktól" ismerjük.
Az eltört szilvafa juhászbotból készítette furulyáját ki is "cifrázta". Dudáját apjától örökölte. A duda feje időközben tönkrement, ezt Bertók Mihály, híres kishartyáni dudakészítő dudás pótolta. A dudában lévő prímsípot még apja készítette, a kontrasípot és a bordósípot azonban már maga faragta hozzá. Dudálni a 30-as évektől az 50-es évekig rendszeresen hívták farsangi bálba. Ezenkívül megtanult még klarinétozni is, és ezzel a hangszerrel részt vett a nógrádmegyeri "magyarbandában" (rezesbandában) is. Régies duda- és furulyajátékában semmilyen nyoma sem érződik ennek a korszaknak.

## Játéktechnikája
Az improvizatív hangszerjátéknak két fontos és Nógrádra igen jellemző eleme figyelhető meg játékában. Az egyik az a rubato előjáték, mely dudán a felfújással, és az ujjak bejáratásával függ össze. Ilyen strófaszerkezet, sőt ütemszerkezet nélküli rögtönzöések azonban nemcsak a dudán figyelhetők meg, hanem furulyán is, rendkívül gazdagon. A másik ilyen elem a motívumismétlő, rögtönzésből felépülő, táncritmusú közjáték, az ún. dudacifra. Kukucska Ernő ezt igen gazdag változékonysággal játssza mind dudán, mind furulyán. Ő "dobogósnak" nevezi, nyilván a főleg friss csárdásban járt táncfigurára utalva.